# Vestingsdivisie Kreta
De Vestingsdivisie Kreta (Duits: Festungs-Division Kreta) was een Duitse infanteriedivisie tijdens de Tweede Wereldoorlog. De divisie werd opgericht op 10 januari 1942 door omdopen van de 164e Infanteriedivisie. Ook delen van de opgeheven 713e Infanteriedivisie ging in de divisie op. De eenheid, die onder leiding stond van Generalleutnant Josef Folttmann (tot 9 augustus 1942), deed in haar bestaan dienst op Kreta. 
Op 15 augustus 1942 werd de divisie omgevormd tot de 164e Lichte Afrika Divisie.

## Samenstelling
- Infanterie-Regiment 382
- Infanterie-Regiment 433
- Infanterie-Regiment 440
- Artillerie-Regiment 220